# Міщенко Сергій Олексійович (військовик)
Сергі́й Олексі́йович Мі́щенко («Бугор», 21 травня 1974, м. Зіньків, Зіньківський район Полтавської області — 1 грудня 2022, с. Ковалівка, Сватівський район Луганської області) — український підприємець та військовик, молодший сержант, командир відділення 87-го протитанкового дивізіону 45-ї окремої артилерійської бригади Корпусу резерву Сухопутних військ Збройних сил України, який відзначився у ході російського вторгнення в Україну, учасник російсько-української війни, Герой України з удостоєнням ордена «Золота Зірка» (2023, посмертно), нагороджений «Хрестом бойових заслуг», повний кавалер ордена «За мужність».

## Життєпис
Сергій Міщенко народився 21 травня 1974 року в місті Зіньків на Полтавщині.
Середню освіту здобув у Проценківській середній школі. У дитинстві мріяв стати військовим, оскільки його батько був прикордонником, а дідусь служив у підрозділі зі знищення танків.
Протягом 1991—1993 років служив у лавах Національної гвардії України у Кривому Розі. Потім здобув юридичну освіту та працював у Опішнянському підрозділі міліції. Займався підприємницькою діяльністю у сфері будівництва в партнерстві з братом Євгеном, мав власну бригаду будівельників.
З перших днів повномасштабної війни пішов служити у Збройні сили України. Молодший сержант Сергій Міщенко з позивним «Бугор» обіймав військову посаду командира відділення взводу протитанкових ракетних комплексів 87-го протитанкового дивізіону 45-тої окремої артилерійської бригади Корпусу резерву Сухопутних військ Збройних сил України. Брав участь у бойових діях за Київ, у боях поблизу Барвінкового, біля сіл Вірнопілля, Бражківки Харківської області
Побратими його називали «винищувачем танків». Всього на рахунку Сергія Міщенка 35 одиниць знищеної російської військової техніки. Під час одного з боїв він уразив 7 одиниць військової техніки російських військ, зокрема, чотири танки.
Сергій Міщенко загинув 1 грудня 2022 року в с. Ковалівка Сватівського району Луганської області під час бойового завдання.
Прощання із загиблим відбулося 7 грудня 2022 року у Полтаві. Похований на центральному кладовищі міста Зінькова.
Командування подало Сергія Міщенка на звання Героя України, і 23 лютого 2023 року йому посмертно надано звання Героя України з удостоєнням ордена «Золота Зірка».
Рішенням 29-ї сесії Зіньківської міської ради від 8 червня 2023 року з метою увічнення пам'яті воїнів-земляків, які загинули в російсько-українській війні, у місті Зіньків вулицю Першотравневу перейменовано на вулицю Героя України Сергія Міщенка.

## Родина
Сергій Міщенко був тричі одружений (остання дружина — Наталія) та мав п'ятеро рідних дітей: три доньки та двоє хлопців,  (наймолодший син — Олександр, 2022 р.н), також у останньому шлюбі виховував і неповнолітню доньку дружини.

## Нагороди
- Звання Герой України з удостоєнням ордена «Золота Зірка» (23 лютого 2023, посмертно) — за особисту мужність і героїзм, виявлені у захисті державного суверенітету та територіальної цілісності України, самовіддане служіння Українському народові.[6]
- Відзнака Президента України «Хрест бойових заслуг» (27 липня 2022) — за визначні особисті заслуги у захисті державного суверенітету та територіальної цілісності України, самовіддане служіння Українському народу, вірність військовій присязі[7]
- Орден «За мужність» I ст. (28 листопада 2022) — за особисту мужність і самовіддані дії, виявлені у захисті державного суверенітету та територіальної цілісності України, вірність військовій присязі.[8]
- Орден «За мужність» II ст. (13 жовтня 2022) — за особисту мужність і самовіддані дії, виявлені у захисті державного суверенітету та територіальної цілісності України, вірність військовій присязі.[9]
- Орден «За мужність» III ст. (12 липня 2022) — за особисту мужність і самовіддані дії, виявлені у захисті державного суверенітету та територіальної цілісності України, вірність військовій присязі.[10]